# Carl Johan Reventberg
Carl Johan Reventberg, född 4 april 1881 i Västra Virestad i Bösarps socken, död 23 juni 1957 i Norrköpings Sankt Olai församling i Norrköping, var en svensk borgmästare i Norrköping. Han var farfar till Med Reventberg.
Reventberg, som var son till godsägaren, cand. polit. Einar Reventberg och Anna Kock, avlade studentexamen i Lund 1900. Därefter följde juridiska studier med  hovrättsexamen 1905 och tingsmeritering 1906–1908. Han var rådman i Norrköping 1923–1941 och borgmästare där 1941–1947. Han gifte sig 1911 med Emma Frejd (1883–1980).
Reventberg var kommendör av andra klass av Vasaorden och riddare av Nordstjärneorden. Han har givit namn åt Borgmästarvägen i Krokek i Norrköpings kommun där han ägde en sommarvilla. Makarna Reventberg är begravda på Svedala kyrkogård.